# Cheick Diabaté
Cheick Tidiane Diabaté (Bamako, Malí, 25 de abril de 1988) es un futbolista maliense que juega como delantero en el Persépolis F. C. de la Iran Pro League.

## Clubes
- Actualizado al final de la temporada 2021-22.

| Club                       | País                   | Año                 | Partidos | Goles |
| -------------------------- | ---------------------- | ------------------- | -------- | ----- |
| A. C. Ajaccio              | Francia                | 2008-2009           | 30       | 14    |
| A. S. Nancy-Lorraine       | Francia                | 2009-2010           | 3        | 0     |
| F. C. Girondins de Burdeos | Francia                | 2010-2016           | 127      | 54    |
| Osmanlıspor F. K.          | Turquía                | 2016                | 8        | 0     |
| F. C. Metz                 | Francia                | 2017                | 14       | 8     |
| Osmanlıspor F. K.          | Turquía                | 2017                | 0        | 0     |
| Benevento Calcio           | Italia                 | 2018                | 11       | 8     |
| Emirates Club              | Emiratos Árabes Unidos | 2018-2019           | 22       | 14    |
| Esteghlal                  | Irán                   | 2019-2021           | 48       | 26    |
| Al-Gharafa S. C.           | Catar                  | 2021-2022           | 28       | 19    |
| Persépolis F. C.           | Irán                   | 2022-               |          |       |
| Total en su carrera        | Total en su carrera    | Total en su carrera | 291      | 143   |

## Palmarés

### Títulos nacionales
| Título          | Club                       | País    | Año  |
| --------------- | -------------------------- | ------- | ---- |
| Copa de Francia | F. C. Girondins de Burdeos | Francia | 2013 |